# Eric Robinson
Eric Robinson va ser un waterpolista britànic que va competir a finals del segle xix. Membre de l'Osborne Swimming Club, el Comitè Olímpic Internacional el llista entre els vencedors de la medalla d'or en la competició de waterpolo dels Jocs Olímpics de París. Amb tot, els historiadors olímpics creuen que no podia haver participat en ells ja dos dies després de la final disputà un torneig a Manchester.